# 空中店舗

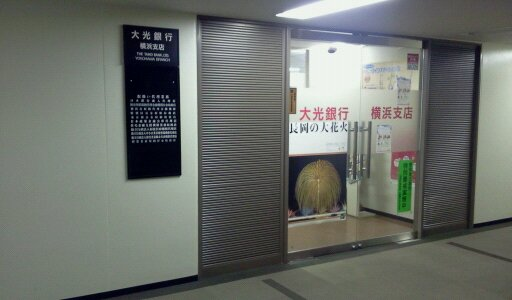
銀行の空中店舗の一例（大光銀行横浜支店）

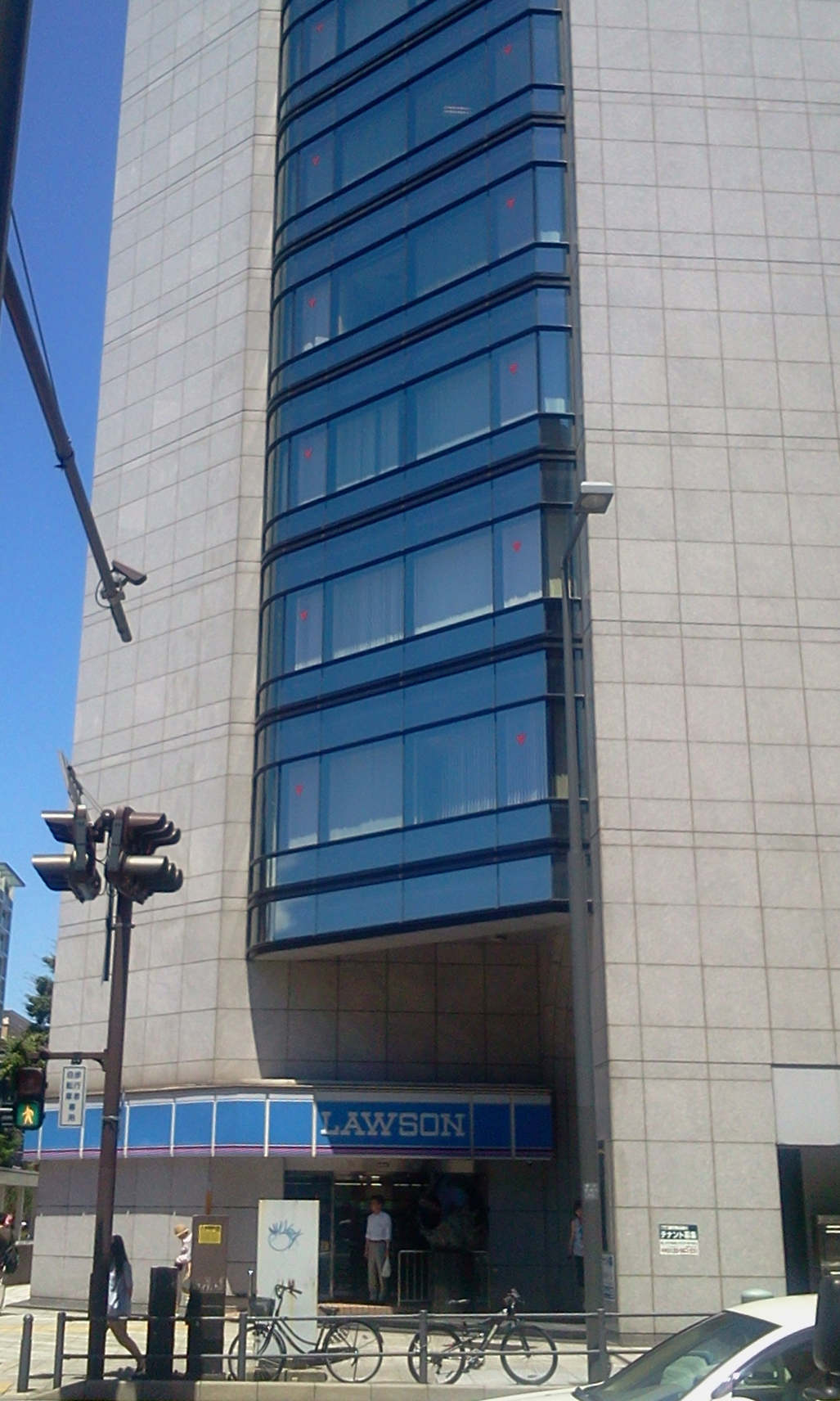
第四北越銀行横浜支店が入っているビル。外見からではわからないことも多い。

空中店舗（くうちゅうてんぽ）とは、雑居ビルやオフィスビルの2階以上に出店することである。階上店舗とも。対となる概念に「路面店」がある。
なお、百貨店や総合スーパー、ショッピングモールなど施設そのものが商業を目的とした施設の2階以上に出店する場合は空中店舗とは言わない。

## 概要
主に都心や駅前・繁華街など道路に面した路面店の出店が難しい地域で、オフィスビルの2階以上の一部区画をテナントとして借り受けて営業を行う出店形態を指す。路面店と比較すると家賃が安く初期投資やランニングコストを抑えられる反面、集客力が低くなるというデメリットもある。

## 主な事例

### 金融機関
通常、金融機関の店舗は、顧客の利便性を考慮して1階に営業窓口・ATMを置くか、1階を含めた複数階層に店舗を設置する形態が大多数を占めるが、法人営業拠点や地方銀行が東京や大阪など遠隔地に設置する支店の場合は、家賃軽減や防犯のためにあえて1階に店舗を設置しないケースがある。
この形式の店舗はATMが設置されない場合が多いため、近隣の他行ATMを共同利用化という方式でキャッシュカードの相互無料提携が実施されることや、手数料有料の場合が多いながらもコンビニATMへの誘導がなされるケースもみられる。また、ATMが設置されてはいるが、店頭営業エリアと仕切られていないため、窓口営業時間内しか使えないケースも少なくない。
なお、1階にATMのみを置き、銀行利用者専用の階段やエレベータで2階のロビーに誘導する形式の店舗は、通常、空中店舗の範疇には含まれないとされる。
特殊な例として、七島信用組合三宅島支店が雄山噴火による全島避難に伴い、2000年9月から2005年3月まで東京都港区浜松町の島嶼会館ビル内に、空中店舗形式で三宅島支店東京仮事務所を設置したこともあった。このほか、杜の都信用金庫の本店を新築（現在の、アーバンネット定禅寺ビル）した際に、本来は路面店である拠点の仮店舗を空中店舗化していたケースなどもある。
なお、証券会社や生命保険会社、消費者金融については都心部では殆どが空中店舗となっている。

### 旅行会社・航空会社
法人、メディア、通信販売に特化した旅行会社などは、一部の支店や営業所を空中化するケースも見られる。ほか、結婚式プランなど、ある程度顧客が限られている場合も空中化が多い。
また、日本国内の航空会社では近年、インターネット予約の発達や航空券の電子化などにより発券カウンターを廃止・削減する傾向にあり、大都市で残されたカウンターもほとんどが空中店舗化しているが、日本国外の航空会社については路面店も多く残っている。

### コンプレックス産業
かつら、増毛、エステティックサロン等のコンプレックス産業等の業種においては、都市部では支店・営業所の多くが空中店舗であり、中・高層ビルの1階に店を構える所は少ない。これらは業者の都合というよりも、商品の性質上、顧客のプライバシーに対する配慮としてあえて目立ちにくい店舗形態を採っているとも言える。また、著名人が訪れる美容室、理髪店についても空中店舗が多く見られる。

### 飲食店・娯楽施設
ファーストフードやファミリーレストランは少ないが、個人経営や夕方以降の営業が多い居酒屋チェーン店では比較的多く見られる。鳥貴族は、出店コストを抑えるため都心部では空中店舗・地下店舗を積極的に出店している。このほか、展望性を高める為、あえて高層階に出店するケースもある。インターネットカフェやメイド喫茶、個室ビデオ、カラオケボックスも空中店舗が多いが、ゲームセンター・パチンコ店は1Fに構える所が多い。

### 医療・公共施設
歯科医や耳鼻科などの都心部の開業医や小規模医院で多く見られる他、精神科（心療内科）や性病検査機関などはあえて空中店舗で開業するケースも多い。

### 携帯電話ショップ
併売店、量販店、キャリアショップ問わず、都心部であっても空中店舗や地下店舗は少ない。複層式は都心部は多い。